# Televizijski dnevnik
 Ovo je glavno značenje pojma Televizijski dnevnik. Za film iz 1987. godine pogledajte TV Dnevnik (film).
U televizijskom smislu, televizijski dnevnik je središnja informativna emisija emitirana na jugoslavenskim televizijama u doba SFRJ. Nakon raspada zemlje, novonastale države zadržavaju ovaj relativno kultni naziv za glavne vijesti.

## O TV Dnevniku
Dnevnik je informativna emisija nastala iz snimljenih reportaža, izvještaja, analiza, intervjua i priloga različitih tema, koji se smjenjuju sa živim segmentima - najave iz studija, živa uključenja. Tijek i minutaža emisije su tradicionalno određeni - emisija obuhvaća vijesti prema sljedećem redoslijedu : vijest dana, ostale vrlo važne vijesti, domaće vijesti, društvo i ekonomija, vijesti iz svijeta, vijesti iz kulture i umjetnosti, športski blok i vremenska prognoza.

## Slične emisije u drugim zemljama
U svijetu postoje emisije istog karaktera i naziva: Teledario na TVE (Španjolska), Journal na TF1 (Francuska), Tagesschau (Njemačka), Telegiornale (Italija) i sl.